# Фредрик I (король Швеции)
Фре́дрик I (швед. Fredrik I; Фри́дрих I, нем. Friedrich I; 18 (28) апреля 1676 — 25 марта 1751) — король Швеции с 1720 года, ландграф Гессен-Кассельский (под именем Фридриха I) с 1730 года.

## Биография
Родился 18 (28) апреля 1676 года в Касселе. Его отцом был ландграф Карл Гессен-Кассельский (1654—1730), матерью — Мария Амалия Курляндская (1653—1711).
Получил прекрасное для своего времени образование, по завершении которого совершил поездку по Голландии, Швейцарии, Италии, Дании и Германии.
31 мая 1700 года Фридрих женился на Луизе Доротее, единственной дочери будущего короля Пруссии Фридриха I и его первой супруги Елизаветы Генриетты Гессен-Кассельской. Однако в 1705 году Луиза Доротея умерла, не оставив ему детей.
Вскоре после начала Войны за испанское наследство (1701) Фридрих был отправлен своим отцом в Нидерланды во главе вспомогательного корпуса и вплоть до заключения в 1713 году Утрехтского мира участвовал в боевых действиях на стороне коалиции.
Уже в 1710 году Фридрих начал переговоры о женитьбе на сестре шведского короля Карла XII Ульрике Элеоноре. Когда на брак было дано согласие, он в конце 1714 года прибыл в Стокгольм, где 24 марта 1715 года состоялась свадьба.
В 1716 году Фридрих Гессенский принимал участие в походе в Норвегию, где получил серьёзное ранение. В том же году он был назначен главнокомандующим шведскими войсками, а в 1718 году участвовал в походе Карла XII к Фредриксстену. После неожиданной гибели короля он, чтобы поддержать притязания своей супруги на престол, приказал арестовать Г. Герца, являвшегося главным сторонником герцога Карла Фридриха Гольштейн-Готторпского (впоследствии зятя Петра I).
После того как риксдаг 1719 года подтвердил избрание королевой Ульрики Элеоноры, она пожелала сделать своего супруга соправителем, однако сословия не поддержали её в этом намерении, и Фридриху пришлось удовольствоваться постановлением об использовании при обращении к нему титула «его королевского высочества».
Безграничная преданность королевы своему супругу позволила ему оказывать значительное влияние на правительство. Звание главнокомандующего, которое ранее было лишь почётным титулом, теперь давало возможность реально влиять на военные вопросы и чинопроизводство.
Он поддержал решение отказаться от Бремена и Вердена в пользу Ганновера и от части Померании в пользу Пруссии, чтобы привлечь их вместе с Англией на свою сторону в борьбе против России.
Его влияние и нерешительность королевы привели к тому, что риксдаг согласился на план Ульрики Элеоноры по возведению Фридриха Гессенского на престол при условии её отречения. 24 марта 1720 года он был избран королём Швеции под именем Фредрика I и 3 мая того же года был коронован в Стокгольме. Его восшествие на престол сопровождалось дальнейшим ограничением королевской власти.
Уже через год Фредрик растерял многих своих сторонников, что во многом было связано с заключением в 1721 году крайне невыгодного для Швеции Ништадтского мира. Кроме того, недовольство вызывали и его попытки расширить свои полномочия в ущерб существовавшей формы правления.
Это привело к усилению позиций «голштинской партии». В дальнейшие годы он чувствовал себя на троне неуверенно до тех пор, пока на риксдаге 1726—1727 годах президент Канцелярии Арвид Горн не нанёс «голштинской партии» сокрушительное поражение.
Начиная с 1723 года Фредрик перестал играть хоть сколько-нибудь значительную роль в политике Швеции. Его функции свелись к назначению некоторых чиновников, кроме того, он продолжал оказывать некоторое влияние на внешнюю политику государства.
С 1730 года Фредрик стал также ландграфом Гессенским, однако управление Гессеном он практически полностью возложил на своего брата Вильгельма.
Фредрик всегда оставался для шведов чужаком, так и не овладевшим шведским языком. Его страсть к удовольствиям постепенно перешла в обычное распутство. Его времяпрепровождение было занято охотой, попойками и любовницами.
С 1730 года Фредрик вступил в более или менее постоянную связь с придворной дамой Хедвигой Таубе, дочерью члена риксрода Эдварда Таубе. Со временем она получила титул риксграфини фон Гессенштайн и родила королю двух сыновей и двух дочерей. После смерти в 1741 г. Ульрики Элеоноры эта связь приобрела черты морганатического брака, который, однако, длился недолго, так как Хедвига скончалась уже в 1744 г.
Кроме того, связь эта имела для Швеции и политические последствия. Поддерживая склонность короля к своей любовнице, Карл Юлленборг с несколькими своими сторонниками заложил основу партии, получившей впоследствии название партии «шляп». Придя к власти на риксдаге 1738—1739 годов, «шляпы» взяли курс на подготовку войны с Россией, которая началась в 1741 году и привела к утрате Швецией части Финляндии.
В 1748 году у Фредрика случилось несколько ударов, а 25 марта 1751 года он скончался в Стокгольме, не оставив законных наследников.